# Adbaston
Adbaston är en ort och civil parish i Storbritannien.   Den ligger i grevskapet Staffordshire och riksdelen England, i den södra delen av landet, 210 km nordväst om huvudstaden London. Adbaston ligger 102 meter över havet och antalet invånare är 556.
Terrängen runt Adbaston är platt. Runt Adbaston är det tätbefolkat, med 286 invånare per kvadratkilometer. Närmaste större samhälle är Telford, 19,9 km söder om Adbaston. Trakten runt Adbaston består till största delen av jordbruksmark.